# Théo De Percin
Théo De Percin (Tarbes, 2 de febrero de 2001) es un futbolista francés, nacionalizado martiniqués, que juega en la demarcación de portero para el AJ Auxerre de la Ligue 1.

## Selección nacional
Hizo su debut con la selección de fútbol de Martinica el 30 de junio de 2023 en un encuentro de la Copa de Oro de la Concacaf 2023 contra Panamá que finalizó con un resultado de 1-2 a favor del combinado panameño tras el gol de Karl Fabien para Martinica, y de Michael Amir Murillo y José Fajardo para Panamá.

## Clubes
| Club          | País    | Año       | Partidos | Goles |
| ------------- | ------- | --------- | -------- | ----- |
| AJ Auxerre II | Francia | 2017-2024 | 42       | 0     |
| AJ Auxerre    | Francia | 2021-     | 8        | 0     |